# Alfred Jermaniš
Alfred Jermaniš (nacido el 21 de enero de 1967) es un exfutbolista esloveno que se desempeñaba como centrocampista. Actualmente es entrenador adjunto del NK Ankaran esloveno.
Alfred Jermaniš jugó 29 veces para la selección de fútbol de Eslovenia entre 1992 y 1998.

## Trayectoria

### Clubes
| Club                  | País       | Año         |
| --------------------- | ---------- | ----------- |
| Koper                 | Yugoslavia | 1986 - 1989 |
| NK Olimpija Ljubljana | Yugoslavia | 1989 - 1992 |
| Yokohama Flügels      | Japón      | 1992        |
| Koper                 | Eslovenia  | 1992 - 1993 |
| NK Mura               | Eslovenia  | 1993 - 1994 |
| SK Rapid Viena        | Austria    | 1994 - 1995 |
| ND Gorica             | Eslovenia  | 1995 - 1996 |
| APOEL de Nicosia      | Chipre     | 1996 - 1997 |
| NK Primorje           | Eslovenia  | 1997 - 1998 |
| NK Korotan Prevalje   | Eslovenia  | 1998 - 1999 |
| NK Rudar Velenje      | Eslovenia  | 1999 - 2000 |
| Koper                 | Eslovenia  | 2000 - 2004 |

### Selección nacional
| Selección | País      | Año         |
| --------- | --------- | ----------- |
| Absoluta  | Eslovenia | 1992 - 1998 |

## Estadística de equipo nacional
| Selección de fútbol de Eslovenia | Selección de fútbol de Eslovenia | Selección de fútbol de Eslovenia |
| Año                              | Part.                            | Goles                            |
| -------------------------------- | -------------------------------- | -------------------------------- |
| 1992                             | 1                                | 0                                |
| 1993                             | 2                                | 0                                |
| 1994                             | 9                                | 1                                |
| 1995                             | 7                                | 0                                |
| 1996                             | 3                                | 0                                |
| 1997                             | 2                                | 0                                |
| 1998                             | 5                                | 0                                |
| Total                            | 29                               | 1                                |